# Tempo profondo
Il tempo profondo è un termine utilizzato in geologia per definire l'enorme lunghezza temporale delle trasformazioni naturali e per giustificare l'avvenimento di eventi grandiosi, come ad esempio la nascita di intere catene montuose, i quali richiedono elaborati processi che si protraggono per un arco temporale ampissimo.
Il termine venne applicato da John McPhee al concetto di tempo geologico nel suo libro Basin and Range (1981), di cui vennero pubblicati originariamente alcuni estratti sulla rivista The New Yorker, ma tale concetto venne sviluppato nel XVIII secolo dal geologo scozzese James Hutton (1726-1797); il suo "sistema della Terra abitabile" era un meccanismo deistico che manteneva il mondo eternamente adatto agli esseri umani. Il concetto moderno ha comportato enormi cambiamenti in merito al calcolo dell’età della Terra, che è stata stimata, dopo una lunga e complessa storia di sviluppi, intorno ai 4,55 miliardi di anni.

## Concetto scientifico

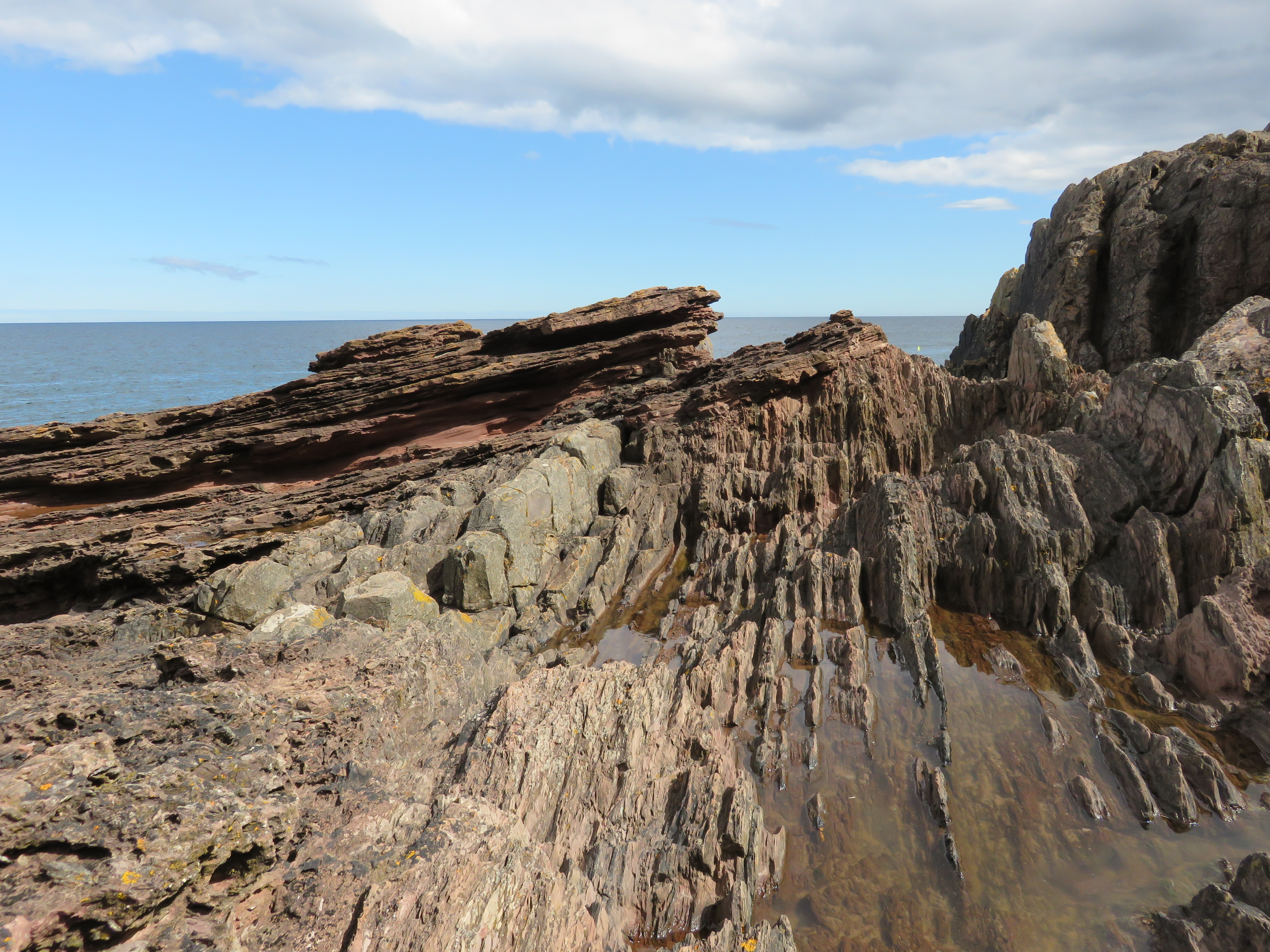
La discordanza angolare di Siccar Point

Hutton basò la sua visione del tempo profondo su concetti geochimici che aveva sviluppato in Scozia e in Scandinavia a partire dal 1750. Come osservò il matematico John Playfair, amico e collega di Hutton durante l'Illuminismo scozzese, vedendo gli strati della discordanza angolare di Siccar Point con Hutton e James Hall nel giugno 1788:
I primi geologi, tra cui Niccolò Stenone (1638-1686) e Horace-Bénédict de Saussure (1740-1799), avevano sviluppato idee sugli strati geologici che si sarebbero formati dall'acqua attraverso processi chimici; da tali idee Abraham Gottlob Werner (1749-1817) sviluppò una teoria nota come nettunismo, che prevede la lenta cristallizzazione dei minerali negli antichi oceani della Terra per formare la roccia. L'innovativa teoria di Hutton del 1785, basata sul plutonismo, prevedeva un processo ciclico infinito di rocce che si formano sotto il mare, vengono sollevate e inclinate, ed infine erose per formare nuovi strati sotto il mare. Nel 1788 la vista dell'"Hutton's Unconformity" a Siccar Point convinse Playfair e Hall di questo ciclo estremamente lento; in quello stesso anno Hutton scrisse in modo memorabile:
Altri scienziati come Georges Cuvier (1769-1832) avanzarono idee di epoche passate e geologi come Adam Sedgwick (1785-1873) incorporarono le idee di Werner nei concetti di catastrofismo; Sedgwick ispirò il suo studente universitario Charles Darwin ad esclamare:
In una teoria concorrente, Charles Lyell nei suoi Principles of Geology (1830-1833) sviluppò la comprensione di Hutton del tempo profondo infinito come concetto scientifico cruciale nell'uniformitarismo. Da giovane naturalista e teorico geologico, Darwin studiò in modo esaustivo i successivi volumi del libro di Lyell durante il secondo viaggio del HMS Beagle negli anni '30 dell'Ottocento, prima di iniziare a teorizzare sull'evoluzione.
Il fisico Gregory Benford affronta il concetto di tempo profondo in Deep Time: How Humanity Communicates Across Millennia (1999), così come il paleontologo ed editore di Nature Henry Gee in In Search of Deep Time: Beyond the Fossil Record to a New History of Life (2001). Anche Time's Arrow, Time's Cycle (1987) di Stephen Jay Gould tratta in gran parte dell'evoluzione del concetto.
In Time's Arrow, Time's Cycle, Gould ha citato una delle metafore usate da McPhee per spiegare il concetto di tempo profondo:

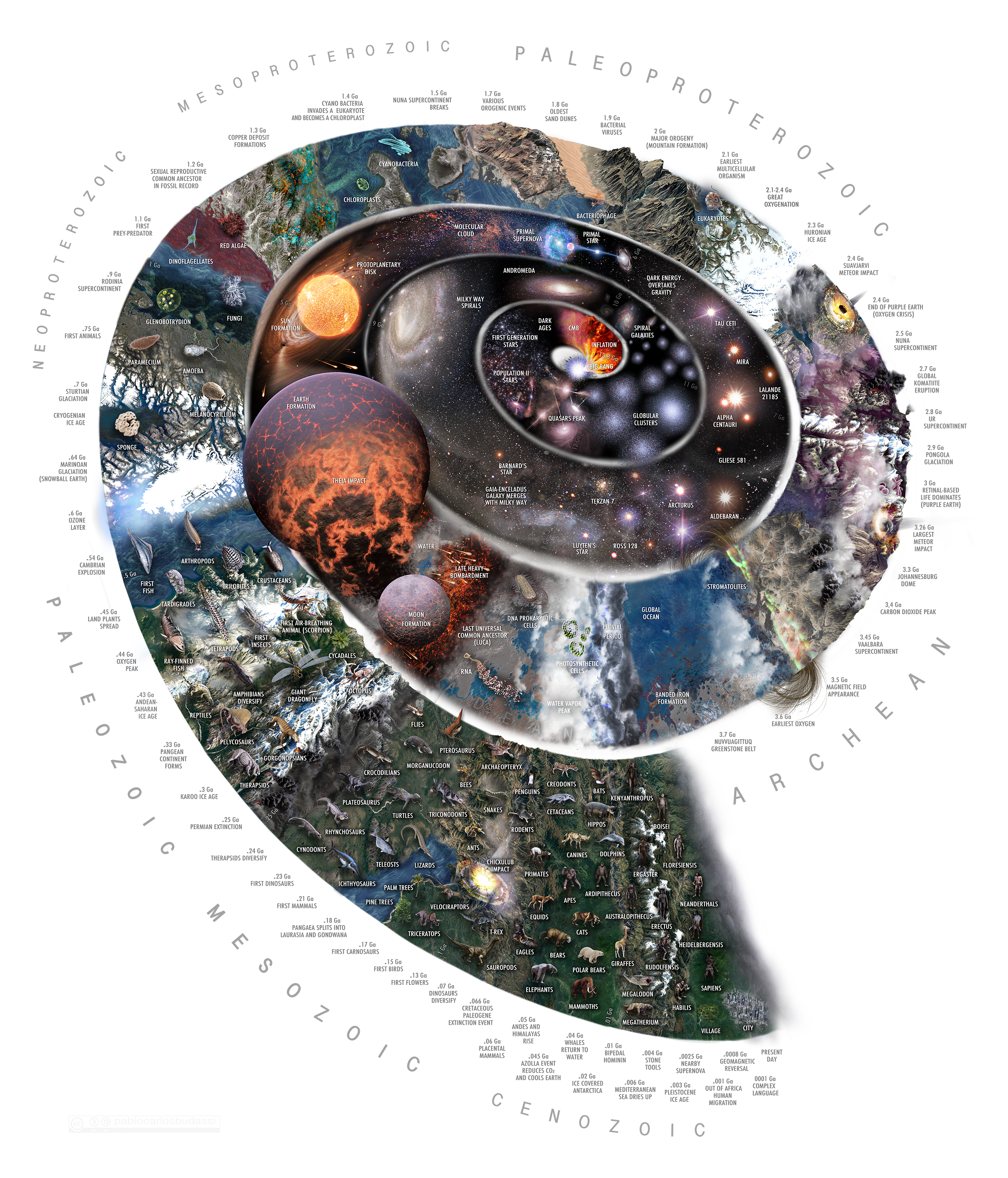
In questa illustrazione della Grande Storia è stata scelta l'unità Ga ("giga-annum") per riportare i diversi periodi ed eventi in numeri comprensibili.

Concetti simili al tempo geologico furono elaborati nell'XI secolo dal filosofo e medico persiano Avicenna (Ibn Sīnā, 973-1037), e dal naturalista e geologo cinese Shen Kuo (1031-1095).
Il teologo Thomas Berry (1914-2009) ha esplorato le implicazioni spirituali del concetto di tempo profondo. Egli propose che una profonda comprensione della storia e del funzionamento dell’universo in evoluzione sia un’ispirazione e una guida necessaria per il nostro funzionamento efficace come individui e come specie. Questa visione ha fortemente influenzato lo sviluppo dell'ecologia profonda e dell'ecofilosofia  La natura esperienziale dell'esperienza del tempo profondo ha fortemente influenzato anche il lavoro di Joanna Macy.
H. G. Wells e Julian Huxley consideravano esagerate le difficoltà nell'affrontare il concetto di tempo profondo. In The Science of Life (1929) affermavano che: